# Acanthocreagris foghesa
Espèce
Acanthocreagris foghesa est une espèce de pseudoscorpions de la famille des Neobisiidae.

## Distribution
Cette espèce est endémique de Sardaigne en Italie. Elle se rencontre à Perdasdefogu dans la grotte Grutta de Su Fenugu.

## Description
Les femelles mesurent de 2,4 à 2,9 mm.

## Étymologie
Son nom d'espèce lui a été donné en référence au lieu de sa découverte, Foghesu le nom sarde de Perdasdefogu.

## Publication originale
- Gardini, 2018 : New species and records of the pseudoscorpion genus Acanthocreagris from Italy (Pseudoscorpiones: Neobisiidae). Fragmenta Entomologica, vol. 50, no 1, p. 19-29.